# Elektron (družice)
Elektron byla série sovětských umělých družic určených na výzkum radiačních pásů Země. Elektron 1 a Elektron 2 startovaly současně (30. ledna 1964) na odlišné dráhy s cílem měřit tok částic ze Slunce a jejich účinek na radiační pásy v různých výškách. Experiment se zopakoval 11. července 1964 s Elektronem 3 a Elektronem 4.

## Další údaje
- Elektron 1, start 30. ledna 1964, životnost 200 roků, hmotnost 329 kg, start z kosmodromu Bajkonur s pomocí rakety Vostok-K, v evidenci COSPAR číslo 1964-006A
- Elektron 2, start 30. ledna 1964, zánik 22. dubna 1997, hmotnost 444 kg, v COSPARu 1964-006B
- Elektron 3, start 10. července 1964, životnost 200 roků. hmotnost 350 kg, v COSPARu 164-038A, start z Bajkonuru s pomocí rakety Vostok-K
- Elektron 4, start 10. července 1964, zánik 12. října 1983, hmotnost 444 kg, v COSPARu 1964-038B